# Gomphus williamsoni
Gomphus williamsoni är en trollsländeart som beskrevs av Richard Anthony Muttkowski 1910. Gomphus williamsoni ingår i släktet Gomphus och familjen flodtrollsländor. Inga underarter finns listade i Catalogue of Life.